# Айия-Триада (Ираклион)
Аги́я-Триа́да, Айия-Триас (греч. Αγία Τριάδα — Святая Троица) — место археологических раскопок в Греции на юге Крита, поселение минойского периода. Находится на левом берегу реки Еропотамос в 4 километрах от Тимбаки в общине (диме) Фестос в периферийной единице Ираклион в периферии Крит.

## География
Агия-Триада находится в южной части Крита, на высоте 30—40 метров над уровнем моря. Расположена в 4 км от Феста, в западной части долины Месара. В Агия-Триаде нет дворцового комплекса, типичного для многих городов минойского Крита. Однако здесь был весьма процветающий город, а также, возможно, вилла одного из владык Крита. После катастрофы, приведшей к гибели минойской цивилизации (1450 г. до н. э.), город был отстроен заново и оставался населённым до II века до н. э.. Позднее, во времена римского владычества, здесь была выстроена вилла. Поблизости находятся две церкви — Святой Троицы и Святого Георгия, построенных в венецианский период; заброшенная деревня Агия-Триада, разрушенная турками в 1897 году.

## Археология

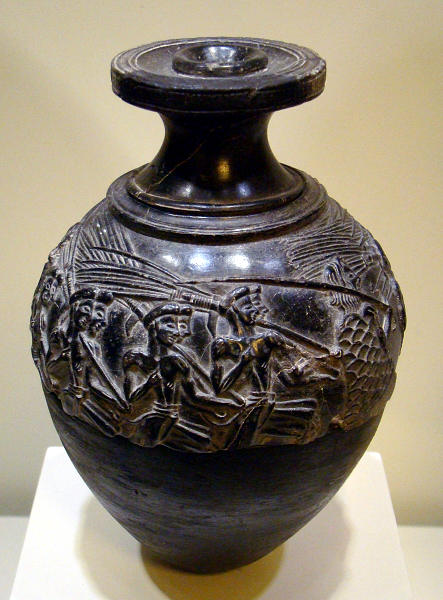
«Ваза со жнецами» из Агия-Триады. 1500—1400-е годы до н. э.. Археологический музей Ираклиона

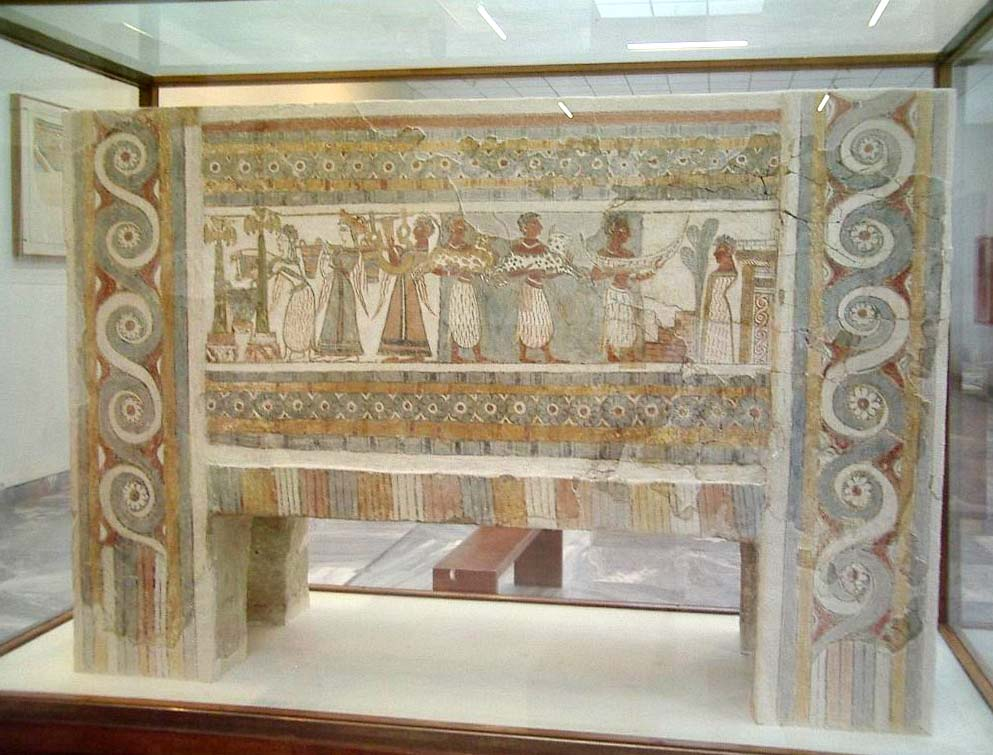
Саркофаг из Агия-Триады со сценами обряда погребения — «трапезы мёртвых». Археологический музей Ираклиона

Первые раскопки в Агия-Триаде были проведены знаменитым английским археологом Артуром Эвансом с 1900 по 1908 годы. С Эвансом работала группа итальянских специалистов — Федерико Хальбхерр, Луиджи Пернье, Луиджи Савиньони, Роберто Парибени. Они обнаружили глиняный саркофаг, украшенный сценами так называемой «трапезы мёртвых» — минойского погребального обряда.
Агия-Триада включает в себя город и миниатюрный «дворец»; древнюю дренажную систему, связанную с ними; а также раннеминойские гробницы — толосы. Поселение использовалось, в разных назначениях, с Первого Раннеминойского до конца Первого Позднеминойского периода.
Раскопки в Агия-Триаде открыли наибольшее число табличек Линейного письма А среди всех прочих археологических экспедиций на Крите. Среди других важных находок: «Царский кубок», «Ваза с боксёрами» и «Ваза со жнецами». Найденный в Агия-Триаде знаменитый глиняный саркофаг в настоящее время находится в археологическом музее Ираклиона.